# Arhribs
Arhribs är en ort i Algeriet.   Den ligger i provinsen Tizi Ouzou, i den norra delen av landet, 110 km öster om huvudstaden Alger. Arhribs ligger 375 meter över havet och antalet invånare är 23 958.
Terrängen runt Arhribs är kuperad åt nordost, men åt sydväst är den platt. Runt Arhribs är det tätbefolkat, med 383 invånare per kvadratkilometer. Närmaste större samhälle är Timizart, 4,1 km väster om Arhribs. Trakten runt Arhribs består till största delen av jordbruksmark.